# Chou au bacon
```

```

Le chou au bacon (en irlandais : bágún agus cabáiste) est un plat traditionnellement associé à l'Irlande. Il se compose de tranches de bacon cuites avec du chou et des pommes de terre. On utilise parfois du bacon fumé.
Le chou au bacon est servi avec la viande coupée en tranches et un peu de jus de cuisson. On l'accompagne souvent de sauce béchamel, composée de farine, de beurre et de lait, parfois assaisonnée (souvent de persil).

## Histoire
Par le passé, ce plat était courant dans les foyers irlandais, car de nombreuses familles cultivant leurs propres légumes et élevant leurs propres cochons avaient les ingrédients à leur disposition. Il était considéré comme à la fois nourrissant et goûteux. Le chou au bacon reste un repas très répandu en Irlande. 

## Variations

### Chou au corned-beef (États-Unis)
Vers le milieu du XIXe siècle, les immigrants irlandais aux États-Unis commencèrent à remplacer le bacon par du corned-beef lors de la préparation du plat, créant ainsi le chou au corned-beef (corned beef and cabbage). Tout comme l'original, il comprend parfois des légumes supplémentaires (notamment des carottes et des pommes de terre). De ce fait, il ressemble également au souper bouilli de Nouvelle-Angleterre, qui contient presque toujours un mélange de légumes-racines, de viande bouillie et de chou.
Le chou au corned-beef reste un plat populaire dans certaines régions des États-Unis, et souvent le plat de prédilection de la fête de la Saint-Patrick.

### Souper Jiggs (Terre-Neuve-et-Labrador)

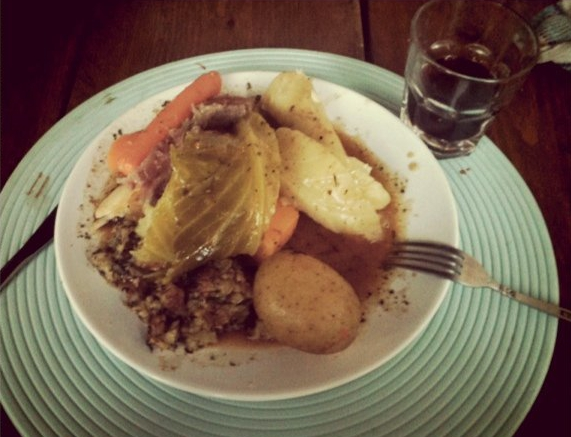
Souper Jiggs.

Sur l'île de Terre-Neuve, où les Irlandais et les Anglais formaient une part importante des colons fondateurs, l'apport du bouilli de bœuf anglais donna naissance à un plat composé de bœuf salé bouilli, que l'on appelle « souper Jiggs ».

## Voir également